# Pettyes harcsa

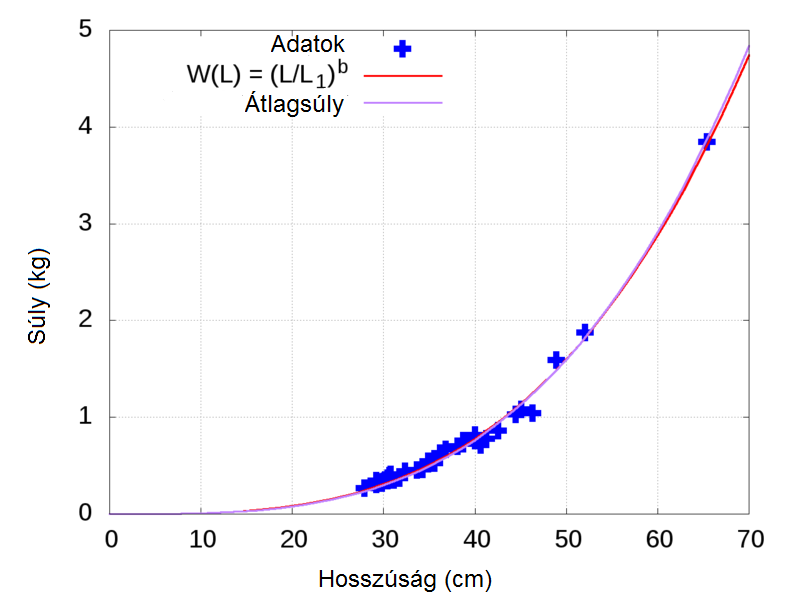
A pettyes harcsa növekedési grafikonja

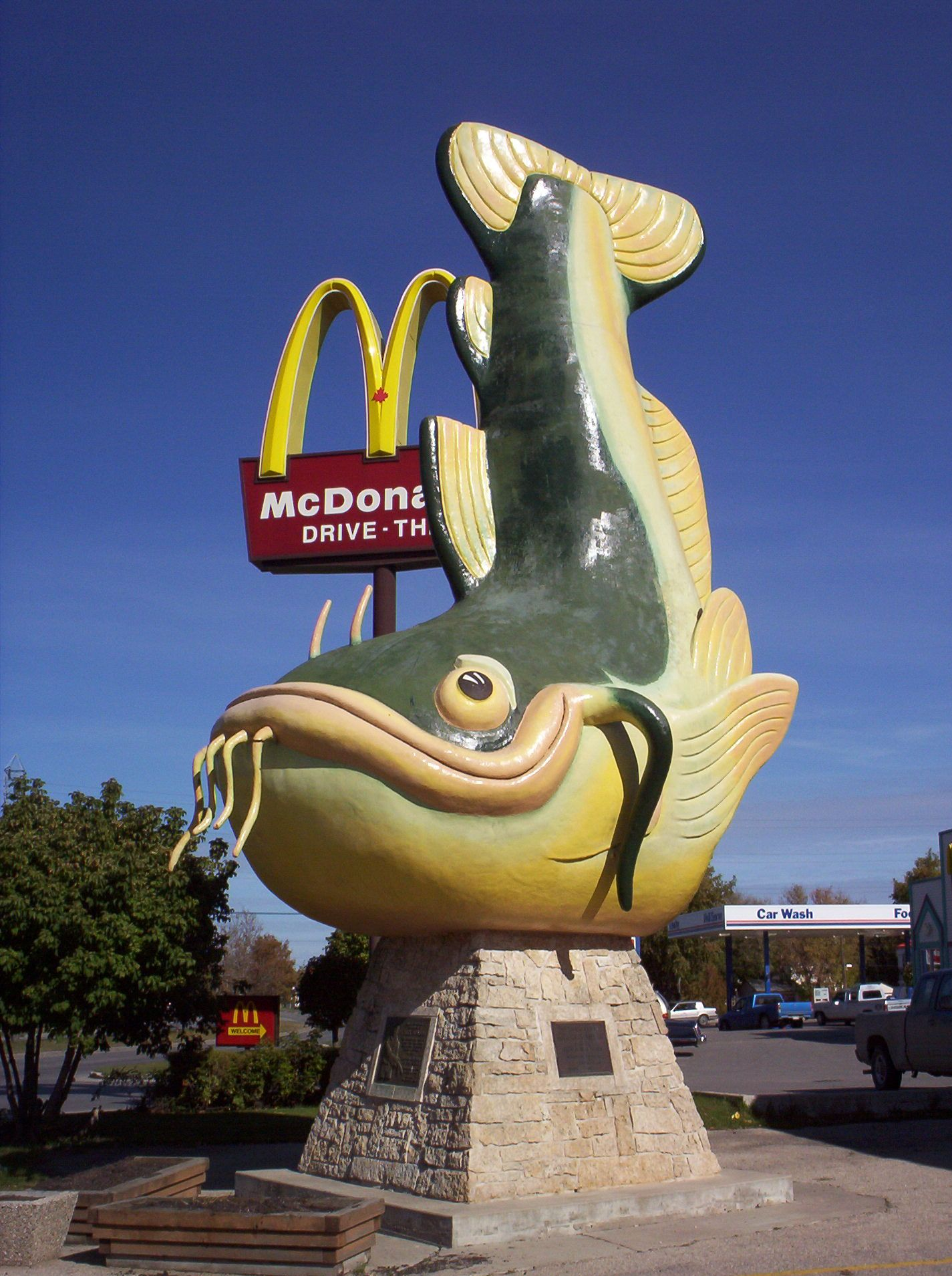
1986-ban Kanadában épített Chuck, a pettyes harcsa szobor (Selkirk, Manitoba)

A pettyes harcsa, pettyes törpeharcsa vagy csatornaharcsa (Ictalurus punctatus) a sugarasúszójú halak (Actinopterygii) osztályának harcsaalakúak (Siluriformes) rendjébe, ezen belül a törpeharcsafélék (Ictaluridae) családjába tartozó faj.
Észak-Amerika fontos tógazdasági haszonhala, amelyet Dél-Amerika több országában és Európában is tenyésztenek. Magyarországra már több importált állománya került, valamint zárt üzemi körülmények között szaporítják is. Meghonosodására azonban nincs sok esély, mert a hideget rosszul tűri, ezért a tenyésztelepről kiszabadult példányaival vagy eseti jelleggel telepített horgászhalként lehet vele találkozni a mesterséges horgásztavakban.

## Előfordulása
A pettyes harcsa Észak-Amerika legelterjedtebb harcsája. Missouri, Iowa, Nebraska, Kansas és Tennessee államok hivatalos hala. Az Amerikai Egyesült Államokban kedvelt horgászhal, hiszen évente nyolcmillióan horgásznak a fajra. A pettyes harcsa horgászatának népszerűsége fellendítette a haltenyésztést az államokban.
A pettyes harcsa őshonos halként a nearktikus övezetet részesíti előnyben. Kanada déli részén, az Amerikai Egyesült Államok északi és keleti részein, és Mexikó egyes északi részein található meg. A halat Európába (Magyarország, Csehország, Románia, Ciprus stb.) és Malajziába is betelepítették. A hal többféle vízben megél, kisméretű- vagy nagyobb folyókban, vízgyűjtőkben, természetes tavakban és kisebb mesterséges vizekben is. Kanadában az elterjedési területe csak a Nagy-tavakra és a Nipigon-tótól délre fekvő vizekre korlátozódik.
Magyarországra 1975 óta több importált állománya került, melyet zárt, üzemi körülmények között továbbtenyésztettek. A viszonylagosan nagy vízhőmérsékleti igénye miatt, magyarországi meghonosodására nincs sok esély. A Dunából azonban már kifogtak valószínűleg egy halgazdaságból kiszabadult példányát, és eseti jelleggel telepített horgászhalként mesterséges vizekben is találkozhatnak vele a horgászok.

### Hasonló fajok
Legjobban hasonlít hozzá a kék harcsa, mellyel könnyen összetéveszthetőek, ráadásul Észak-Amerikában még az élőhelyük is fedi egymást. Megkülönböztethetőségüket az eltérő színezetük adja, hiszen az elnevezéséből adódóan a kék harcsa színvilága szürkéskék és testén nincsenek foltok. További támpont, hogy a farok alatti úszójában a kék harcsának harminc feletti sugár található. A Magyarországon is megtalálható fajok közül a törpeharcsához és a fekete törpeharcsához hasonlít talán a legjobban, de azok anális úszójában a sugarak száma 23 alatt marad. A pettyes harcsa testén fiatal korban a névadásban is jelentkező apró sötét pettyek találhatók és a farokúszója mélyen bemetszett, ezzel szemben a törpéké négyzet alakú. Jól megkülönböztető az európai harcsától, mivel e fajnak nincs zsírúszója és az afrikai harcsának meg jóval hosszabb a hátúszója.

### Azonosítása határozóképlettel
A halak közeli rokon fajainak azonosításához nagy segítséget jelenthet az adott hal morfológiai tulajdonságainak pontos vizsgálata. Az alábbi táblázat a pettyes harcsa, az európai harcsa, a törpeharcsa, a fekete törpeharcsa, az afrikai harcsa és a menyhal határozóképletét tartalmazza.
| Tudományos név      | Magyar név         | pikkelyképlet | garatfogképlet | úszósugár hátúszó | úszósugár farokalatti |
| ------------------- | ------------------ | ------------- | -------------- | ----------------- | --------------------- |
| Ictalurus punctatus | Pettyes harcsa     | -             | -              | I/6               | I/23-26               |
| Silurus glanis      | Európai harcsa     | -             | -              | I/2-4             | I/77-92               |
| Ameiurus nebulosus  | Törpeharcsa        | -             | -              | I/6(7)            | I/17-23               |
| Ameiurus melas      | Fekete törpeharcsa | -             | -              | I/6(7)            | I/17-22               |
| Clarias gariepinus  | Afrikai harcsa     | -             | -              | 61-79             | 45-60                 |
| Lota lota           | Menyhal            | -             | -              | D1:9-16, D2:60-93 | 60-85                 |

## Megjelenése
E halfaj szaglása és ízlelőképessége igen fejlett. Annyira kifinomult a szaglása, hogy az aminosavat 1/100 milliomod részből is érzékeli. A pettyes harcsának nemcsak a nyelvén, hanem az egész testén is vannak ízlelőbimbók. Az ízlelőbimbók sűrűsége igen nagy a 4 pár bajuszszálán (körülbelül 25 ízlelőbimbó van egy négyzetmilliméteren). E két fejlett képességének köszönhetően a pettyes harcsa könnyen rátalál táplálékára a sötét, állott, iszapos vízben is.
A pettyes harcsa átlagos testtömege a 4,5 kilogramm, természetes vizekben nem ritkák a 9 kilogrammos példányok. A legnagyobb kifogott pettyes harcsák 18-23 kilogrammot is nyomtak. A rekord súlyú pettyest Dél-Karolina államban, a Santee-Cooper Reservoirban jegyezték fel, ez 1964. július 7-én történt és a hal 27 kilogrammos volt.
A hal testtömege és a hossza közötti növekedés nemlineáris. A kapcsolat a hossz (L, cm-ben) és a súly (W, kg-ban) között hasonlóan más halfajokhoz leírható az alábbi képlettel:
{\displaystyle W=(L/L_{1})^{b}\!\,}
A b értéke a halfajoknál általában 3.0, az {\displaystyle L_{1}} érték azt a hosszúságot mutatja, amikor a hal eléri az 1 kg-os átlagos súlyt. A pettyes harcsa b = 3,2293 értéke a többi haltól valamivel magasabb, az {\displaystyle L_{1}=45,23} centiméteres értéknél éri el.

## Életmódja
Eredeti élőhelyein állóvizekben és a folyóvizek alföldi szakaszain is megtalálható. Életmódja eltér az Európában már meghonosodott törpeharcsákétól, hiszen nem az iszapos aljzatú, hanem a kavicsos, kemény aljzatú víztereket részesíti előnyben. A fiatalok kisebb vízi gerincteleneket fogyasztanak. Kifejlett korban növényi eredetű táplálékot sem veti meg, de étlapjának jelentős részét fenéklakó gerinctelenek, vízi rovarok, rákok, kishalak adják.

## Szaporodása
Áprilistól augusztusig ívik, az ideális a 21-29 Celsius-fokos vízhőmérséklet mellett. A pettyes harcsa alámosott partszakaszok mélyedéseibe vagy a kavicsok közé rakja ikráit, hogy az áramlás ne sodorja el őket. Az ikrások által lerakott ikraszám elérheti a 70 ezret, az ikra átmérője 3,3-4,0 mm között változhat. A hím őrzi a lerakott ikrákat, páros úszóival folyamatosan friss vizet hajtva rájuk.

## Horgászata
A horgászok körében népszerű sporthal. Fogása nagy élményt jelent és a zsákmány húsa is ízletes. Fenéklakó életmódja miatt a fenekező készség lehet a jó választás. Mindenevő, ezért csalinak szóba jöhet növényi eredetű csali, például a kukorica és természetesen a harcsázásnál megszokott csalik így a csirkehús, a kishal, a pióca és a csokorba fűzött giliszta. Úszói erősen szúrnak, ezért ha kézbe vesszük célszerű kesztyűt húzni.

## Galéria
A képeken jól látható, hogy elsősorban a kavicsos meder az igazi élettere.
|  |  |  |  |

## Fordítás
- Ez a szócikk részben vagy egészben  a   Channel catfish című angol Wikipédia-szócikk ezen változatának fordításán alapul.  Az eredeti cikk szerkesztőit annak laptörténete sorolja fel. Ez a jelzés csupán a megfogalmazás eredetét és a szerzői jogokat jelzi, nem szolgál a cikkben szereplő információk forrásmegjelöléseként.

### Internetes leírások a pettyes harcsáról
- A faj szerepel a Természetvédelmi Világszövetség Vörös Listáján. IUCN. (Hozzáférés: 2023. március 7.)
- A faj adatlapja a FishBase oldalán. FishBase. (Hozzáférés: 2010. szeptember 8.)
- A taxon adatlapja az ITIS adatbázisában. Integrated Taxonomic Information System. (Hozzáférés: 2010. szeptember 8.)
- Ictalurus punctatus (Rafinesque, 1818) (angol nyelven). BioLiB.cz. (Hozzáférés: 2010. szeptember 8.)
- Ictalurus punctatus (Rafinesque, 1818) (cseh nyelven). AQUATAB. (Hozzáférés: 2010. szeptember 8.)
- Ictalurus punctatus (Rafinesque, 1818) (angol nyelven). Food and Agriculture Organization of the United Nations. (Hozzáférés: 2011. december 4.)
- Ictalurus punctatus channel catfish. Animal Diversity Web. (Hozzáférés: 2010. szeptember 8.)
- Thumbnails of Ictalurus punctatus (angol nyelven). PlanetCatfish. (Hozzáférés: 2011. december 4.)
- Ictalurus punctatus (angol nyelven). NCBI. (Hozzáférés: 2011. december 4.)